# Clare Eames
Clare Eames (5 de agosto de 1894 - 8 de noviembre de 1930) fue una actriz y directora teatral estadounidense y la primera esposa del dramaturgo Sidney Howard.

## Biografía
Eames nació el 5 de agosto de 1894 en Hartford, Connecticut, hija de Clare Hamilton y Hayden Eames. Su abuelo materno fue el gobernador y senador de Maryland William Thomas Hamilton y su tía era la soprano estadounidense Emma Eames.
La familia Eames se mudó a Cleveland, Ohio cuando  tenía 11 años de allí, ella fue a París para vivir con su tía y estudiar drama. Asistió a la American Academy of Dramatics Arts.
Eames estuvo comprometida con el Teniente Philip Livingston Rose, quién murió en acción el 6 de octubre de 1918. En 1922 Eames se casó con el dramaturgo Sidney Howard. Él se divorció de ella en marzo de 1930 después de que se mudara a Inglaterra. Se le otorgó la custodia de su hija Clare, más tarde conocida como Jennifer Howard.

## Trayectoria profesional

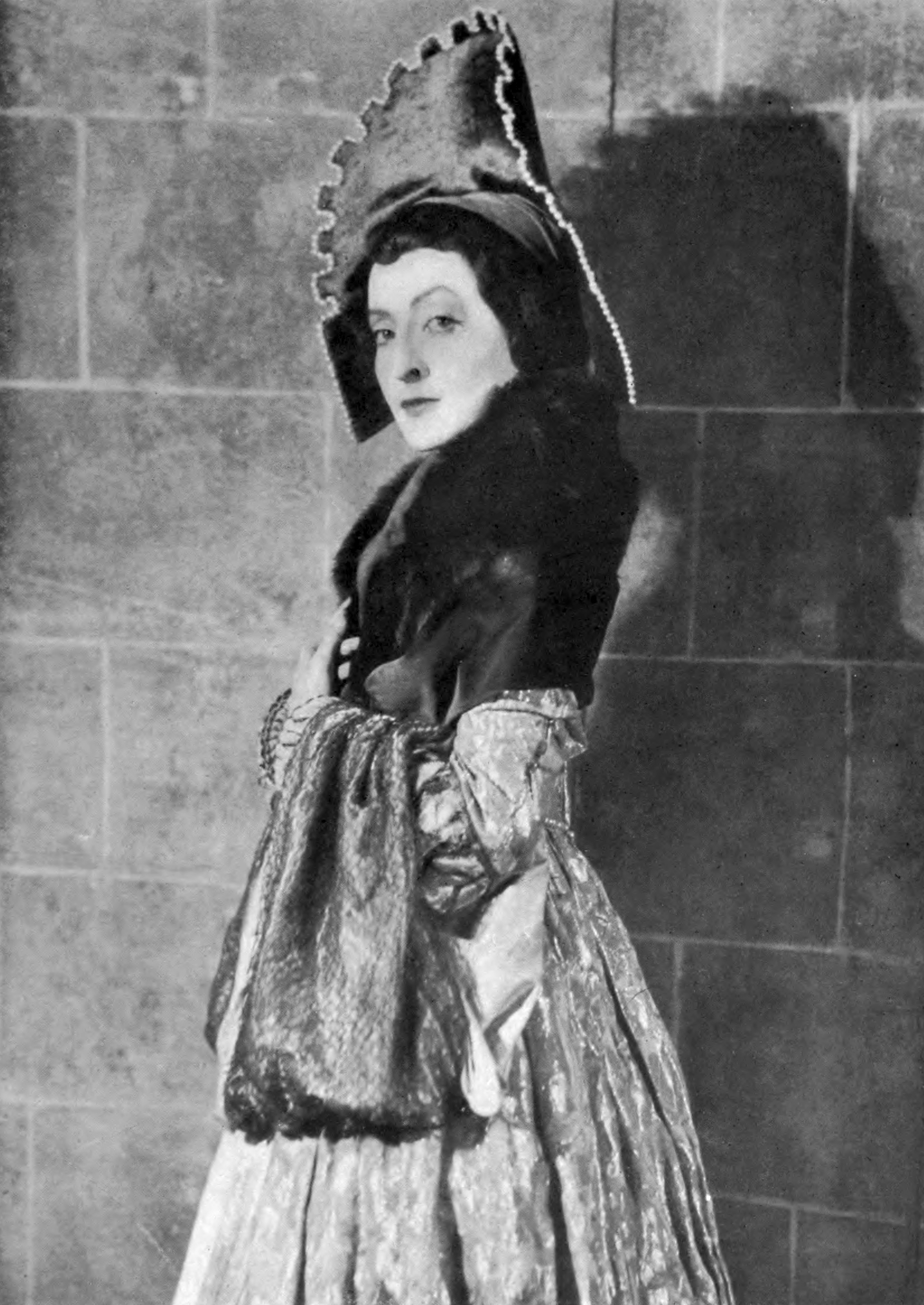
Clare Eames como la Princesa Elizabeth en la adaptación escénica de Amélie Rives de El Príncipe y el mendigo de Mark Twain (1920)

En 1919, Eames se unió al teatro de repertorio, encabezado de Ethel Barrymore. Después de la Primera Guerra Mundial, Eames fue considerada una de las principales nuevas luces femeninas del escenario de Broadway, actuando en roles clásicos en obras de Shakespeare y George Bernard Shaw. Hizo su debut escénico en 1918. Como una virtual desconocida en Broadway, ganó elogios por interpretar su rol como la joven Princesa Isabel en una adaptación escénica 1920 de El Príncipe y el Mendigo de Mark Twain. Después de protagonizar su rol protagónico de en la obra de un solo acto de John Drinkwater Mary Stuart (1921), Eames rápidamente ascendió al primer lugar en el teatro estadounidense.
Eames participó en algunas películas mudas, pero murió antes de que haber tenido la oportunidad de aparecer en películas sonoras.

## Muerte
Murió el 8 de noviembre de 1930 en un hospital de Richmond (Londres) Inglaterra, tras una intervención quirúrgica con 36 años.

## Teatro
| Fecha                                    | Título                    | Papel                          | Notas                                                           |
| ---------------------------------------- | ------------------------- | ------------------------------ | --------------------------------------------------------------- |
| Abril–mayo 1918                          | The Big Scene             |                                | Greenwich Village Theatre, New York City                        |
| 6 de octubre de 1919 – mayo 1920         | Déclassée                 | Lady Wildering                 | Empire Theatre, New York City                                   |
| 1 de noviembre de 1920 – marzo de 1921   | The Prince and the Pauper | Princesa Elizabeth             | Booth Theatre, New York City                                    |
| 21 de marzo – abril 1921                 | Mary Stuart               | Mary Stuart                    | Ritz Theatre, New York City                                     |
| 21 de marzo– abril 1921                  | Man About Town            |                                | Ritz Theatre, New York City                                     |
| 1 de septiembre–? 1921                   | Swords                    | Fiamma                         | National Theatre, New York City                                 |
| 13 de marzo– abril de 1922               | The First Fifty Years     | Ann Wells                      | Princess Theatre, New York City                                 |
| Noviembre de 1923                        | The Spook Sonata          | The Mummy                      | Provincetown Playhouse, New York City                           |
| 3 de febrero–junio de 1924               | Fashion                   | Mrs. Tiffany                   | Provincetown Playhouse, New York City                           |
| 15 de marzo–abril de 1924                | Macbeth                   | Lady Macbeth                   | 48th Street Theatre, New York City                              |
| 16 de mayo–1924                          | Hedda Gabler              | Hedda Tesman                   | 48th Street Theatre, New York City                              |
| 27 de septiembre–noviembre de 1924       | The Little Angel          | Sarah Bornemissza              | Frazee Theatre, New York City                                   |
| 24 de diciembre de 1924–abril de 1925    | Candida                   | Miss Proserpine Garnett        | 48th Street Theatre, New York City                              |
| 24 de febrero–mayo de 1925               | The Wild Duck             |                                | Director (con Dudley Digges) 48th Street Theatre, New York City |
| 21 de octubre–14 de noviembre de 1925    | Lucky Sam McCarver        | Carlotta Ashe                  | Playhouse Theatre, New York City                                |
| 23 de noviembre de 1925–enero de 1926    | Androcles and the Lion    | Lavinia                        | Klaw Theatre, New York City                                     |
| 23 de noviembre de 1925–enero de 1926    | The Man of Destiny        | The Lady                       | Klaw Theatre, New York City                                     |
| 2 de febrero –1926                       | Little Eyolf              | Mrs. Rita Allmers              | Guild Theatre, New York City                                    |
| 11 de octubre–noviembre de 1926          | Juarez and Maximillian    | Carlotta                       | Guild Theatre, New York City                                    |
| 29 de noviembre de 1926–abril de 1927    | Ned McCobb's Daughter     | Carrie Callahan                | John Golden Theatre, New York City                              |
| 3 de enero–febrero de 1927               | The Brother Karamozov     | Katerina Ivanova Verhovovtseva | Guild Theatre, New York City                                    |
| 13 de septiembre de 1927–?               | The Silver Cord           | Christina                      | St Martin's Theatre, London                                     |
| 22–23 de enero de 1928                   | The Unquiet Spirit        | Marceline                      | Apollo Theatre, London                                          |
| 19 de noviembre –10 de diciembre de 1928 | The Sacred Flame          | Nurse Wayland                  | Henry Miller's Theatre, New York City                           |
| 28 de enero –12 de abril de 1930         | Milestones                | Gertrude Rhead                 | Criterion Theatre, London                                       |
| 2–6 de julio de 1930                     | The Procurator of Judea   |                                | Productora Little Theatre, London                               |
| 27–30 de agosto de 1930                  | John o' Dreams            |                                | Productora Regent Theatre, London                               |

## Filmografía

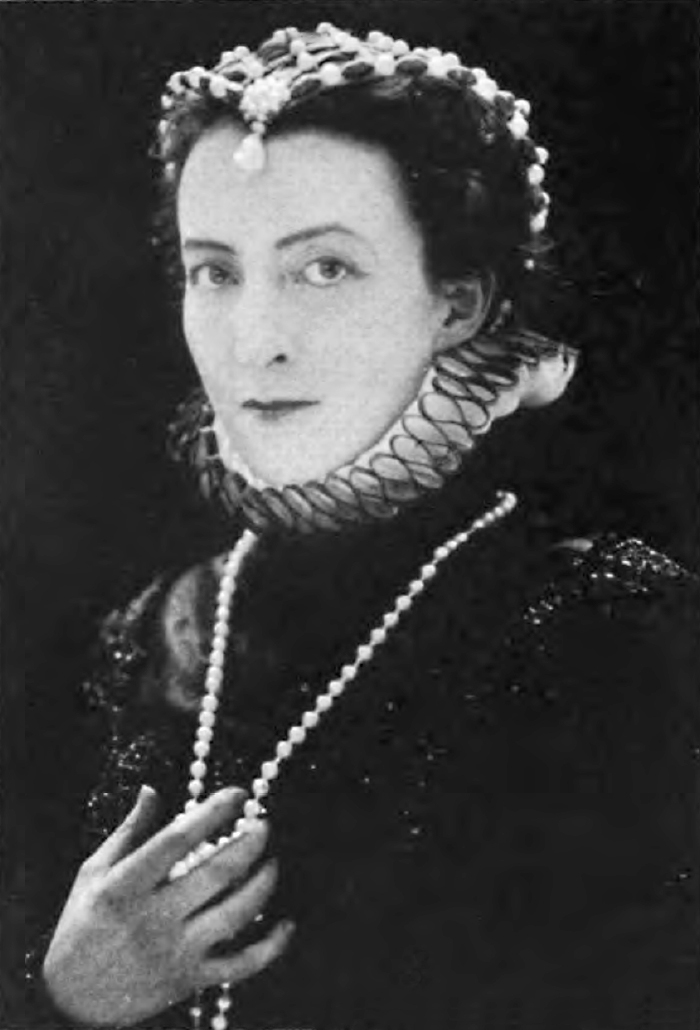
Clare Eames en la producción de Broadway de John Drinkwater Mary Stuart (1921)

| Año  | Título                        | Función           | Notas  |
| ---- | ----------------------------- | ----------------- | ------ |
| 1924 | Dorothy Vernon of Haddon Sala | Reina Elizabeth   | [ 6 ]  |
| 1925 | The Swan                      | Princesa Dominica | [ 6 ]  |
| 1925 | The New Commandment           | Señora Parr       | [ 6 ]  |
| 1929 | The Three Passions            | Señora Bellamont  | [ 11 ] |